# Mistrzostwa Polski Seniorów w Lekkoatletyce 1945
21. Mistrzostwa Polski Seniorów w Lekkoatletyce – pierwsze po przerwie wojennej lekkoatletyczne mistrzostwa Polski, które rozgrywane były w Łodzi na stadionie ŁKS-u w dniach 29–30 września 1945 roku.
Nie rozegrano zawodów we wszystkich konkurencjach. Nie odbyły się biegi na 10 000 metrów, 400 metrów przez płotki, 3000 metrów z przeszkodami, trójskok, rzut młotem, chody oraz wieloboje.

## Rezultaty
| NR – rekord Polski \| SB – najlepszy wynik w sezonie \| PB – rekord życiowy |

### Mężczyźni
| Konkurencja                | 1. miejsce                                                                   | Rezultat   | 2. miejsce                                                                | Rezultat | 3. miejsce                            | Rezultat |
| Bieg na 100 metrów         | Zdzisław Makowski AZS Kraków                                                 | 11,2 SB    | Stanisław Rajewski AZS Łódź                                               | 11,4     | Józef Lipowski DKS Łódź               | 11,5     |
| Bieg na 200 metrów         | Włodzimierz Puzio Cracovia                                                   | 23,4       | Kazimierz Wawrzkiewicz Cracovia                                           | 23,6     | Stanisław Śladkowski AZS Łódź         | 24,1     |
| Bieg na 400 metrów         | Tadeusz Kacerz Cracovia                                                      | 54,2       | Stefan Żołądź Wisła Kraków                                                | 54,8     | Edward Danielak Pogoń Katowice        | 56,0     |
| Bieg na 800 metrów         | Jan Staniszewski Syrena Warszawa                                             | 2:02,2     | Tadeusz Kacerz Cracovia                                                   | 2:06,7   | Władysław Łapiński Skra Warszawa      | 2:09,2   |
| Bieg na 1500 metrów        | Jan Staniszewski Syrena Warszawa                                             | 4:20,6     | Aleksander Urban Wisła Kraków                                             | 4:22,2   | Onufry Półtorak Zjednoczeni Łódź      | 4:24,2   |
| Bieg na 5000 metrów        | Onufry Półtorak Zjednoczeni Łódź                                             | 16:01,0 SB | Józef Jurzak KS Leszczyński                                               | 16:04,0  | Aleksander Urban Wisła Kraków         | 16:35,5  |
| bieg na 110 m przez płotki | Witold Maciaszczyk ŁKS Łódź                                                  | 17,5 SB    | Tadeusz Oszast Cracovia                                                   | 17,6     | Andrzej Skawina AZS Kraków            | 17,7     |
| Sztafeta 4 × 100 metrów    | Łódź Stanisław Śladkowski Leon Jaraczewski Józef Lipowski Stanisław Rajewski | 46,0       | Kraków                                                                    | 46,8     | Warszawa                              | 47,5     |
| Sztafeta 4 × 400 metrów    | Warszawa Edward Daberko Antoni Piluch Kazimierz Kucharski Jan Staniszewski   | 3:41,6     | Kraków Stefan Żołądź Kazimierz Wawrzkiewicz Emil Dudziński Tadeusz Kacerz | 3:43,1   | Śląsk                                 | 3:45,4   |
| Skok wzwyż                 | Witold Gerutto BOS Warszawa                                                  | 1,725      | Andrzej Skawina AZS Kraków                                                | 1,65     | Jerzy Zwoliński BOS Warszawa          | 1,65     |
| Skok o tyczce              | Ryszard Groman Jagiellonia Białystok                                         | 3,50       | Antoni Morończyk AZS Kraków                                               | 3,50     | Walerian Mucha RKS Czeladź            | 3,50     |
| Skok w dal                 | Ryszard Groman Jagiellonia Białystok                                         | 6,19       | Zbigniew Kujawski DKS Łodź                                                | 6,01     | Józef Chmiel Pogoń Katowice           | 6,00     |
| Pchnięcie kulą             | Witold Gerutto BOS Warszawa                                                  | 14,05      | Tadeusz Prywer Pancerni Modlin                                            | 12,31    | Sławomir Zieleniewski BOP Gdańsk      | 11,88    |
| Rzut dyskiem               | Witold Gerutto BOS Warszawa                                                  | 38,98      | Stanisław Żochowski Flota Gdynia                                          | 38,34    | Wacław Kuźmicki Jagiellonia Białystok | 35,48    |
| Rzut oszczepem             | Medard Gburczyk ZWM Bydgoszcz                                                | 57,67 SB   | Witold Gerutto BOS Warszawa                                               | 53,54    | Franciszek Mikrut HKS Bydgoszcz       | 53,40    |

### Kobiety
| Konkurencja             | 1. miejsce                                                               | Rezultat | 2. miejsce                          | Rezultat | 3. miejsce                          | Rezultat |
| Bieg na 60 metrów       | Aniela Mitan Legia Kraków                                                | 8,2      | Irena Serafin Pogoń Katowice        | 8,3      | Otylia Kałuża AKS Chorzów           | 8,4      |
| Bieg na 100 metrów      | Jadwiga Słomczewska DKS Łódź                                             | 13,8     | Janina Legutko Wisła Kraków         | 14,0     | Irena Serafin Pogoń Katowice        | 11,9     |
| Bieg na 200 metrów      | Aniela Mitan Legia Kraków                                                | 28,6     | Jadwiga Słomczewska DKS Łódź        | 28,9     | Janina Legutko Wisła Kraków         | 29,3     |
| Bieg na 800 metrów      | Jadwiga Kalbarczyk BOS Warszawa                                          | 2:45,0   | Helena Stachowicz Legia Kraków      | 2:49,0   | Polakowska ZUM Bydgoszcz            | 2:49,6   |
| Sztafeta 4 × 100 metrów | Łódź Janina Kałuża Halina Mąkowska Jadwiga Słomczewska Mieczysława Moder | 55,2     | Śląsk                               | 56,4     | Kraków                              | 56,4     |
| Skok wzwyż              | Aniela Mitan Legia Kraków                                                | 1,39     | Jadwiga Wajs DKS Łódź               | 1,35     | Negacz AKS Chorzów                  | 1,30     |
| Skok w dal              | Aniela Mitan Legia Kraków                                                | 4,38     | Janina Legutko Wisła Kraków         | 4,36     | Janika Peska ŁKS Łódź               | 4,35     |
| Pchnięcie kulą          | Jadwiga Wajs DKS Łódź                                                    | 10,125   | Helena Szendzielorz Lignoza Krywałd | 9,97     | Genowefa Cejzik Skra Warszawa       | 8,79     |
| Rzut dyskiem            | Jadwiga Wajs DKS Łódź                                                    | 35,42    | Irena Dobrzańska Orzeł Warszawa     | 33,87    | Genowefa Cejzik Skra Warszawa       | 32,84    |
| Rzut oszczepem          | Helena Balcerek Skra Warszawa                                            | 33,35    | Helena Stachowicz Legia Kraków      | 31,86    | Helena Szendzielorz Lignoza Krywałd | 31,11    |